# 버지니아 웨이드
버지니아 웨이드(영어: Virginia Wade, OBE, 1945년 7월 10일 ~ )는 영국의 여자 테니스 선수이다. 그랜드 슬램 대회 단식에서 3회 우승했으며 복식에서 4회 우승했다. 1977년 7월 1일 윔블던 단식에서 우승했는데, 이것은 현재까지 영국인 선수가 윔블던 단식에서 우승한 마지막 기록으로 남아있다. 또한 이것은 영국인 선수가 그랜드 슬램 단식에서 거둔 마지막 우승이기도 하다. 그녀는 은퇴 후 4년간 코치 활동을 했다.
1977년 BBC 올해의 스포츠인상 수상자이기도 하다.

## 서훈
- 1973년 대영 제국 훈장 5등급(MBE)[3]
- 1986년 대영 제국 훈장 4등급(OBE)[4]